# ターザン2
『ターザン2』（Tarzan 2）は、2005年に発売されたウォルト・ディズニー・カンパニー製作のオリジナルビデオのタイトル。
この作品より、ディズニートゥーン・スタジオ作品のスタッフクレジット後にロゴムービーが付いた。

## 概要
本作は、少年時代のターザンの活躍を描いている。日本では、同時に前々作のプラチナ・エディションが発売された。

## ストーリー
少年時代のターザンは、走ることも木登りもうまくできなかった。
そんな時、育ての母のカーラが谷底に落ちそうになったターザンを助けようと大けがを負ってしまう。そのショックと、群れから遅れている間に陰口を叩かれたショックから群れを離れ、新たな冒険の旅に出て行った。

## キャスト
| 役名         | 原語版声優           | 日本語吹き替え |
| ------------ | -------------------- | -------------- |
| ターザン     | ハリソン・チャド     | 宮本聖也       |
| ズーゴー     | ジョージ・カーリン   | 納谷六朗       |
| ウート       | ブラッド・ギャレット | パパイヤ鈴木   |
| ケイゴー     | ロン・パールマン     | 立木文彦       |
| ママ・ガンダ | エステル・ハリス     | 磯辺万沙子     |
| カーラ       | グレン・クローズ     | 藤田淑子       |
| カーチャック | ランス・ヘンリクセン | 内海賢二       |
| ターク       | ブレンダ・グレイト   | 土居裕子       |
| タントー     | ハリソン・ファーン   | 鵜澤正太郎     |

その他：園田恵子、加藤優子、堀江真理子、斉藤梨絵、根本圭子、河本邦弘、冨澤風斗、前田瀬奈、岸本翼

## 主題歌
『サン・オブ・マン』竹内浩明
『リービング・ホーム』竹内浩明
『フー・アム・アイ？』竹内浩明

## 日本語版制作スタッフ
演出：高桑一
翻訳：松井まり
音楽演出：市之瀬洋一
訳詞：湯川れい子／高橋知伽江
録音制作：HALF H･P STUDIO
制作監修：津司大三／河村貴光
日本語版制作：DISNEY CHARACTER VOICES INTERNATIONAL, INC.